# Aneflomorpha martini
Aneflomorpha martini är en skalbaggsart som beskrevs av Chemsak och Linsley 1968. Aneflomorpha martini ingår i släktet Aneflomorpha och familjen långhorningar. Inga underarter finns listade i Catalogue of Life.